# Nunzia Greton
Nunzia Greton, nome d'arte di Annunziata Montella (Napoli, 23 giugno 1945 – Napoli, 21 gennaio 2025), è stata una cantante italiana.

## Biografia
Debutta giovanissima, aiutata dal suo fidanzato di allora (divenuto poi marito) Franco Mastellone, che le sceglie il nome d'arte ispirandosi al cantante Giorgio Greton, artista dell'etichetta Odeon. Il debutto ufficiale avviene nel 1962 ad un programma di arte varia nel quale figura anche Nino Taranto, alle Terme di Castellammare di Stabia (Napoli). Sempre nel 1962 firma un contratto con la piccola etichetta Smerald, incidendo i primi 45 giri; l'anno successivo passa alla Regal, per la quale incide il 45 giri O 'mpicciusiello.
Nel 1963, partecipa al concorso "Ribalta per Sanremo". Partecipa al 12º Festival di Napoli 1964 con Nun m'abbraccia', brano eseguito in abbinamento con Aurelio Fierro, che viene eliminato in prima serata. Nel frattempo debutta a teatro, prendendo parte alla rivista Le canzoni di primavera, mentre con il ruolo di protagonista recita nella sceneggiata Nanninella 'e Porta Capuana. Nello stesso anno, con la canzone Acquaiola 'e Mergellina, prende parte alla Gondola d'oro di Venezia. Nel 1965, fa ritorno al 13º Festival della Canzone Napoletana con la canzone Io ca te voglio bene, eseguita in abbinamento con Carmen Villani.
Nel 1966 con Nunzio Gallo, Roberto Murolo, e Renato Thomas partecipa al musical Canzoni del nostro tempo. Nello stesso anno, partecipa al 14º Festival di Napoli 1966 con il brano L'ammore, interpretato in abbinamento con Pino Mauro. La canzone non passa le finali. Ci riprova al 16º Festival della Canzone Napoletana 1968 con 'O munno 'e 'na palla, motivo che, eseguito in abbinamento con Cinzia, si aggiudica la finale. Sempre nel 1968, registra il 45 giri Lu pescatore de' curalli, progetto ideato e diretto dal maestro Roberto De Simone. Con questo brano si aggiudica il Festival della Canzone Folk.
Nel 1969, al 17º Festival della Canzone Napoletana, con la canzone L'ultima sera, abbinata a Mario Trevi, non si classifica tra i finalisti.
Partecipa anche al Festival di Napoli 1970 con Suonno doce, brano eseguito in abbinamento con Enzo Del Forno, che non passa la finale, e al Festival di Napoli 1971 con Salemme Ben Alì, brano doppiato da Daniela Scognamiglio. L'edizione del 1971 rimase senza vincitore in quanto fu sospesa. Nello stesso anno, registra il 45 giri 'A sciantosa di Alberto Sciotti e Enrico Buonafede che ottiene un grandissimo successo alla radio. Oggi il brano è diventato una evergreen, cantato nei maggiori spettacoli televisivi e teatrali dedicati al revival.
Per tutti gli anni settanta, diventa una delle protagoniste della compagnia stabile di sceneggiata del Teatro Duemila di Napoli, diretta da Enzo Vitale. In particolar modo prende parte alla compagnia di Mario Trevi, affiancandolo dal 1973 al 1978 in sceneggiate come 'A paggella, A Befana, 'O rre d' 'e magliare, 'A mano nera, 'O prufessore.
Nel 1977, la Greton è tra i protagonisti di Onore e guapparia, film italiano diretto da Tiziano Longo.
Il 20 ottobre 2008, in coppia con Tony Mauro, pubblica l'album 'A sceneggiata.

## Discografia

### Album
- 1970 - Io te do na cosa a te... tu me daie na cosa a me[3]
- 1972 - 40 minuti con Nunzia Greton (Studio 7, LG 1106)
- 1974 - 'A cartulina 'e Napule (Canaria, ?)
- 2004 - 'A cartulina 'e Napule (Nuova Canaria)
- 2008 - 'A sceneggiata (con Tony Mauro) (Nuova Canaria)

### Singoli
- 1962 - Femmena 'e peccato/Fibbia 'e sgarro (Smeral, CT 0017)
- 1962 - Fiore di carta/Orologio a pendolo (Smeral, CT 0018)
- 1963 - O 'mpicciusiello/Cumpagne marciapiede (Regal, SRQ 160)
- 1963 - Giuvinotto 'e primm'uscita/Senza mare (Regal, SRQ 161)
- 1963 - 'O malandrino/Maschera 'e lagreme (Regal, SRQ 162)
- 1963 - L'acquaiola 'e Margellina/'A cartulina 'e Napule (Regal, SRQ 163)
- 1963 - Nanninella 'e Porta Capuana 1/Nanninella 'e Porta Capuana 2 (Regal, SRQ 199; lato B canta Arturo Gigliati e la sua Compagnia Popolare Napoletana)
- 1963 - Nun te voglio perdere/Ricciulella (Regal, SRQ 202)
- 1963 - 'A ricetta 'e Napule/'O 'ngannatore (Regal, SRQ 203)
- 1963 - Ddoje sore sfortunare/Carissimo Mimì (Regal, SRQ 204)
- 1964 - Nun m'abbraccià/So' n'angelo (Regal, SRQ 250)
- 1965 - 'Nnanz''a Madonna/'A fravulella (Regal, SRQ 257)
- 1965 - Io ca te voglio bene/Matrimonio alla napoletana[4] (Zeus, BE 146)
- 1966 - Sposa a vint'anne/Me sò perduta (Adler, QNC 101)
- 1966 - La beccaia/'A figlia d'o peccato (Adler, QNC 102)
- 1966 - Ll'ammore/Murzillo sapurito (Adler, QNC 121)
- 1968 - 'O munno è 'na palla/'Na rosa e 'nu curtiello[5] (Zeus, BE 226)
- 1968 - La fiera di Mastandrea/Lu pescatore de' coralli (Zeus, BE 229)
- 1969 - L'ultima sera/'O mistero d''a luna (GR, 5002)
- 1970 - Suonno doce/Serenata 'e 'na zingara (KappaO, K 10112)
- 1971 - Salemme Ben Alì/Nuttata 'e malavita (KappaO, CA 10118)
- 1971 - Legittima difesa/Rossa napulitana (KappaO, K 10119)
- 1971 - 'A sciantosa/Serenata 'e 'na zingara (KappaO, K 10123)
- 1975 - O' signurino/Nun sò stata 'na Maria (G4, A 001)[6]

## Partecipazioni al Festival di Napoli
Di seguito sono riportate le partecipazioni al Festival di Napoli della Greton.
| Anno | Brano                | Altro artista                | Risultato        |
| ---- | -------------------- | ---------------------------- | ---------------- |
| 1964 | Nun m'abbraccia'     | Aurelio Fierro e Mirna Doris | Non finalista    |
| 1965 | Io ca te voglio bene | Carmen Villani               | Semifinalista    |
| 1966 | L'ammore             | Pino Mauro                   | Non finalista    |
| 1968 | 'O munno 'e na palla | Cinzia                       | Tredicesima      |
| 1969 | L'ultima sera        | Mario Trevi                  | Non finalista    |
| 1970 | Suonno doce          | Enzo Del Forno               | Non finalista    |
| 1971 | Salemme Ben Alì      | Daniela                      | Festival sospeso |

## Filmografia
- Onore e guapparia, regia di Tiziano Longo (1977)